# Guillaume de Tripoli
Guillaume de Tripoli, né vers 1220 à Tripoli et mort en 1277, est un religieux dominicain et célèbre prédicateur du XIIIe siècle. Il est envoyé par le pape Grégoire X pour convertir Kubilai Khan, le grand khan des Tartares. Il est l'auteur de De statu Sarracenorum et Noticia de Machometo.

## Biographie
Guillaume de Tripoli naît à Tripoli, dans l'actuel Liban, de parents chrétiens vers 1220. Jeune, il entre au couvent des Frères Prêcheurs de la ville d'Acre. Travaillant à la conversion des « infidèles », il étudie les coutumes, les dogmes et les superstitions des Sarrasins. 
En 1271, il est envoyé par le pape, avec les frères Niccolò et Marco Polo et un autre religieux (Nicolas de Vicenza), afin d'initier à la religion chrétienne les sujets du Grand Khan, lors du second voyage de cette famille en Chine. Peu après leur départ, alors qu'ils arrivaient à l'Aias, le sultan Mamelouk Baudorquedar envahit l'Arménie et ravage la région. Les ambassadeurs sont à deux doigts d'être pris et massacrés. Terrifiés, les deux prêcheurs refusent d'aller plus avant et remettent aux frères Polo les lettres et les cadeaux dont ils étaient chargés pour le Grand Khan.
Guillaume de Tripoli est l'auteur du De statu Sarracenorum post Ludovici Regis de Syria reditum, dédié à Tebaldo, le futur pape Grégoire X, ainsi que du De Egressu Machometi et Saracenorum.